# Fred Delfgaauw
Fred Delfgaauw (Den Haag, 4 januari 1960) is een Nederlands theatermaker en stemacteur.

## Biografie
Tot 1984 speelde hij ad hoc bij diverse theatergezelschappen, zoals Splien, de Haagse Comedie en de Zoetermeerse Komedie. In 1984 richtte hij Studio Peer op. Hij bewerkte klassieke theaterstukken van onder andere Shakespeare, Ibsen, Beckett en maakte ze speelbaar voor één persoon.
In 1986 ontving hij een Nederlandse theateronderscheiding: de Hans Snoekprijs voor zijn voorstelling Weg van Waan (De Storm van Shakespeare). Voorstellingen zoals Weg van Waan en Wolkenjas (Peer Gynt van Ibsen) werden meer dan 500 keer gespeeld in Nederland en België. De voorstellingen Droom (Macbeth) en Raam zonder Uitzicht (Eindspel van Beckett) zijn te zien geweest in diverse Europese landen. De laatstgenoemde voorstelling werd in 1990 genomineerd voor de Hans Snoekprijs.
In 1990 bracht Delfgaauw Mozart, zijn eerste voorstelling voor volwassenen; deze werd in 1997 hernomen in een nieuwe bewerking. Vanaf Mozart stopte Delfgaauw met het maken van producties voor kinderen. In december 1991 ging De Terugreis in première. Daarin speelde hij een man die, na de dood van zijn vader, terugkeert naar zijn ouderlijk huis om de woning op te ruimen. Hij dwaalt door de vertrekken en maakt zo de terugreis naar zijn jeugd en naar de periode kort voor zijn vaders dood.
In 1992 nodigde Theater Malpertuis (België) hem uit voor de regie van de bewerking die hij van Shakespeares King Lear had gemaakt. Anderhalve week voor de première kwam de hoofdrolspeler Dries Wieme door een auto-ongeval om het leven. Delfgaauw besloot na jaren intensieve arbeid een pas op de plaats te maken en een periode van rust in te lassen. Anderhalf jaar was hij niet meer in het theater te zien. Het weerzien met het publiek kwam in 1994, alsnog met King Lear maar dan als solovoorstelling waarin Delfgaauw de koning en de nar vertolkte in Vorst aan de Grond.
Delfgaauw schreef diverse monologen en dialogen. In de jubileumvoorstelling Momenten (1996) 'doorbrak' hij 'de vierde wand' in het theater, die stond voor het publiek in de zaal, en hij flirtte met het cabaret. Momenten was een doorbraak: de voorstelling trok veel publiek. Aan het einde van datzelfde seizoen 96/97 stond de bovengenoemde reprise van Mozart op het repertoire. Daarmee won hij onder andere de publieksprijs in Zevenaar en de monologen serie in Heerlen.
Vanaf november 1997 speelde hij de productie  't Gelag, waarin een zoon van een kroegbaas in het voormalige café denkbeeldig een dialoog aangaat met zijn klanten.  't Gelag werd geprolongeerd tot april 1999 en werd finalist bij de Toneel Publieksprijs 1999.

### Stemmenwerk
Vanaf 1986 hield Delfgaauw zich steeds vaker bezig met stemmenwerk. Via grote internationale castingbureaus als Multi Voice en Euro Voice werd zijn stemtalent gebruikt voor radio en televisiecommercials. Verder was zijn stem te horen in verschillende films zoals tekenfilms van Walt Disney. Zo was hij de Nederlandse stem voor onder andere Dan Castellaneta (de vervangende acteur van Robin Williams' geest uit de Aladdin vervolg films), Jim Carrey (The Mask), Woody Allen (Antz), Wallace Shawn (A Goofy Movie) en Gary Oldman (Sirius Zwarts uit de Harry Potter-filmserie). De inkomsten uit deze activiteiten doneerde hij volledig aan zijn stichting die als doel had: een theater bouwen zonder subsidie of schulden.
Op 1 september 1998 opende Delfgaauw onder grote belangstelling zijn theater Peeriscoop: een middelgroot theater, gesitueerd in het centrum van Gorinchem. Onder andere Herman van Veen en Herman Finkers traden tijdens de opening op, ze brachten hulde aan het initiatief een vrijplaats te creëren voor theatermakers zoals hijzelf.
In oktober 1999 ging de productie Don Quichot van start. Geïnspireerd op de vertellingen van Cervantes' Don Quichot, maakten Delfgaauw en tekstschrijver Rob Bloemkolk een bewerking. Deze voorstelling is 238 maal gespeeld in alle schouwburgen van Nederland en Vlaanderen. Na de voorstelling volgde een korte tournee door Duitsland. Delfgaauw speelde de rol van Koning Halewijn in Herman van Veens film Nachtvlinder, die in augustus 1999 uitkwam.
In december 2002 ging de nieuwe voorstelling Kronkels in première, een voorstelling geïnspireerd op het leven en werk van Simon Carmiggelt, die werd gespeeld tot einde seizoen 2004.
Op 23 oktober 2004 ging de voorstelling Mozart opnieuw in première, in een bewerkte versie, met Delfgaauw in een rol als raadsman van Antonio Salieri. Deze tijdgenoot van Wolfgang Amadeus Mozart was hofcomponist en werd ervan beschuldigd Mozart vergiftigd te hebben. De voorstelling werd op 27 juni 2005 in de Stadsschouwburg te Amsterdam uitgeroepen tot winnaar van de NRC Handelsblad Toneel Publieksprijs 2004-2005. De voorstelling Mozart werd tot eind 2005 in Nederland en België gespeeld.

### Minder is Meer
In 2006 stond Delfgaauw 25 jaar op de planken. Op zaterdag 25 februari 2006 ging de nieuwe jubileumvoorstelling Minder is Meer in première in Schouwburg De Meerse in Hoofddorp. Karel de Rooij (Mini & Maxi) gaf regieadviezen voor de voorstelling waarin Delfgaauw te zien was als theatermaker en vertelkunstenaar.
Voor zijn jubileum bracht Delfgaauw een boek uit met de gelijknamige titel "Minder is Meer". Het jubileumboek bevatte foto's van zijn voorstellingen, aangevuld met enkele van zijn Pleidooien welke maandelijks gepubliceerd worden in onder andere de Volkskrant, Trouw en NRC.
Op 14 maart 2006 werd Delfgaauw voor de derde keer genomineerd voor de Toneel Publieksprijs, ditmaal voor zijn jubileumvoorstelling Minder is Meer.

### Koninklijke onderscheiding
Delfgaauw ontving op 12 april 2006 een koninklijke onderscheiding: Ridder in de Orde van Oranje Nassau. Delfgaauw ontving de onderscheiding uit handen van de commissaris van de koningin in Zuid-Holland, Jan Franssen.

### Samenwerking met Sjaak Bral
In november en december 2006 speelde Delfgaauw nogmaals enkele voorstellingen Mozart. Op 23 december vond de derniere van Mozart plaats in Schouwburg De Meerse (Hoofddorp).
In februari 2007 werd de voorstelling Minder is Meer in reprise genomen.
Delfgaauw regisseert en speelt zijn eigen theaterstukken, soms alleen, soms met anderen zoals de Haagse cabaretier Sjaak Bral.
In 2007-2009 toerde hij samen met Sjaak Bral met de voorstelling Koffiehuis de Ooievaar door heel Nederland. De regie van deze voorstelling was in handen van Aike Dirkzwager. Het vervolg op deze voorstelling was De Nachclub.

### Andere samenwerkingen

#### Vliegen met één vleugel
Na twee succesvolle producties met Bral zoekt Delfgaauw in 2012 voor zijn nieuwe voorstelling de samenwerking met pianovirtuoos Bert van den Brink op. In Vliegen met één vleugel zet Van den Brink stemmen en verhalen van Delfgaauw direct om in muziek en andersom. Oude karakters uit eerder voorstellingen komen weer tot leven in een voorstelling met veel ruimte voor improvisatie. 

#### 2012-2014: De Verteller
In De Verteller heeft Delfgaauw een eigenzinnige en actuele bewerking gemaakt van de satirische komedie Volpone van Ben Johnson; tijdgenoot van Shakespeare. Samen met Ida van Dril, Esmay Usmany en Mik van Goor vertelt Delfgaauw het verhaal over hebzucht en bankiers.

### Latere producties

#### 2014-2015: In de wachtkamer van de liefde
Na meerdere jaren samen te hebben gewerkt op het toneel komt Delfgaauw voor In de wachtkamer van de liefde weer alleen op het toneel te staan. Al zijn het de poppen die hem nog steeds vergezellen. In deze voorstelling trekt een bont gezelschap van mensen langs op zoek naar een levenspartner. De teksten werden onder andere geschreven door Freek de Jonge, Paul van Vliet en Hans Dorrestijn.

#### 2017-2018: Paradijsvogels
In de voorstelling Paradijsvogels keert Delfgaauw terug naar Den Haag, naar het doodlopende straatje waar hij als kind opgroeide. Het straatje dat eindigde met een blinde muur. Het geloof, is het thema van de voorstelling, de blinde muur de metafoor voor het geloof: niemand weet wat er precies achter verscholen gaat. Karakteristieke personages gaan het gesprek aan met Delfgaauw en geven hun kijk op het leven en het geloof.

#### 2019-2023: King Lear
In deze bewerking van Shakespeares meesterwerk staat Delfgaauw weer samen met Ida van Dril op het toneel. In deze klassieker speelt Delfgaauw een oude poppenspeler in het bejaardenhuis die zijn poppen niet meer wil zien. Zijn verstoten dochter, gespeeld door Van Dril, probeert toenadering te zoeken.

#### 2022: Broos
Op 3 februari 2022 speelde Delfgaauw in de schouwburg van Hoofddorp de première van zijn voorstelling Broos. De inspiratie voor deze voorstelling deed hij op tijdens de coronapandemie in een zorginstelling. Hij liep een half jaar mee met medewerkers in de ouderenzorg. De voorstelling gaat over de verhalen van mensen in de laatste fase van hun leven. Maar ook over de hulpverlener en de toekomst van de zorg.

### 25 jaar theater Peeriscoop
Op 4 juni 2023 vierde Delfgaauw het 25-jarig bestaan van theater Peeriscoop. Er was een gastoptreden van Karin Bloemen en Delfgaauw ontving uit handen van locoburgemeester Polatli de Zilveren Schouderklop. Deze gemeentelijke onderscheiding vestigde de aandacht op de bijzondere verdiensten van de theatermaker op cultureel gebied in de stad Gorinchem. In zijn dankwoord roemde Delfgaauw de inzet van Chris de Jong, de op 22 juni 2022 overleden zakelijk leider van Peeriscoop.

### Onderscheiding door de Nederlandse Vereniging voor het Poppenspel
Op 30 mei 2025 ontving Delfgaauw de Erespeld van de Nederlandse Vereniging voor het Poppenspel tijdens de eerste try-out van zijn nieuwe voorstelling in theater Het Wennekerpand in Schiedam. Deze onderscheiding, erkend door de wereldorganisatie UNIMA (Union Internationale de la Marionnette), wordt toegekend aan makers die een belangrijke functie hebben voor het Nederlandse poppenspel in het algemeen of voor de NVP-UNIMA in het bijzonder.